# Svein Haagenrud
Svein Haagenrud (12 luglio 1942) è un ex calciatore norvegese, di ruolo centrocampista.

## Biografia
È il padre di Svein Inge Haagenrud, anch'egli calciatore.

## Carriera

### Giocatore

#### Club
Haagenrud vestì la maglia del Rosenborg dal 1965 al 1971. Con questa squadra, vinse tre campionati (1967, 1969 e 1971) e una Norgesmesterskapet (1971).

### Allenatore
Fu allenatore del Sørumsand a diverse riprese: prima dal 1972 al 1975, poi dal 1976 al 1981, nel 1984, nel 1988 e nel 1992.

## Palmarès

### Club

#### Competizioni nazionali
- Campionato norvegese: 3

Rosenborg: 1967, 1969, 1971
- Coppa di Norvegia: 1

Rosenborg: 1971